# Amajlija
Amajlija (în sârbă chirilică: Амајлија; cu sensul de Amuletă) este o trupă rock din Serbia și fosta Iugoslavie.

## Istorie
Trupa a fost formată în 1979 de Bogoljub "Čombe" Banjac (voce), Boško "Čvaja" Plaćkov (chitară bas) și Predrag "Čole" Čoka (baterie), împreună cu Slobodan "Veća" Većalkov (chitară electrică solo) și Tomislav „Čvaja” Milei (chitară ritmică). La început trupa a interpretat versiuni cover (preluate) ale formațiilor The Rolling Stones, Riblja Čorba și Azra și și-a pregătit încet propriul material. Trupa a avut repetiții la firma de construcții din Zlatibor, unde, la sfârșitul anului 1979, au debutat prima dată și au câștigat primii bani interpretând la o petrecere organizată de sindicatul surzilor. 
În 1980 trupa a repetat intens și, ocazional, a avut  spectacole la diverse școlile elementare. În același an, trupei i s-a alăturat Petar „Pera Gumeni” Krsić, care avea reputația de om-spectacol, iar noua formație, la invitația producătorului de la Radio Novi Sad, Jovan Adamov, a înregistrat patru piese demo. În anul următor, trupa a cântat la Festivalul Omladina (Festivalul Tinereții din Subotica). Trupa a luat o pauză, deoarece membrii ei au început serviciul militar obligatoriu în slujba Armatei Populare Iugoslave. Ulterior, trupa a avut alți membri, odată cu alăturarea lui Zoran Bojčevski (chitară bas) și Vojislav "Voja Ušar" Vilić (chitară solo). 
Trupa s-a reunit în 1985, de data aceasta cu Banjac la voce și chitară ritmică, iar Većalkov a trecut la chitară bas. La un studio din Bukovac trupa a înregistrat un material audio format din zece piese, intenționând să le lanseze, ceea ce nu s-a întâmplat din cauza calității scăzute a înregistrărilor. În același an, trupa a interpretat în deschiderea concertelelor trupei belgrădene Bajaga i Instruktori aflată într-un turneu prin Iugoslavia. Datorită reacției pozitive a publicului și a formației Bajaga i Instruktori în sine, trupa a participat și la turneul acestora de promovare al celui de-al treilea album al lor Jahači magle (Călăreții broaștelor, 1986), timp în care, din cauza unei certuri, trupa Amajlija s-a desființat. 
În iunie 1987, Banjac, în calitate de chitarist și vocalist, a reformat Amajlija împreună cu basistul Zoran „Gera” Gerić și bateristul Zoran „Petrija” Petrić. Datorită directorului trupei, Dragan Veljkovski, trupa a interpretat în deschiderea concertelor din turneele în Vojvodina ale formațiilor Film, Kerber și Griva. În perioada respectivă, trupa a scris primele lor piese de succes, „Požuri druže” și „Dobroge drog”, înregistrate la studioul Bukovac Barbaro de către Banjac, cu chitaristul Zoran „Anka” Ančić și inginerul de sunet Milan Ćirić, fost membru Čista Proza. 
Trupa a lansat albumul său de debut, Samo ti (Only You), în 1989 la casa de discuri Diskoton. Albumul a fost produs de Aničić. Trupa, formată acum din Petar Krstić (voce), Bogoljub Banjac (chitară), Zoran Aničić (chitară), Slobodan Većkalov (chitară bas), Dejan Starčević (clape) și Julije Dondo (baterie), a promovat albumul, în principal la televiziune și radio. Aničić a produs și următorul album al trupei Zašto si tako blesava i luda (Why Are You so Weird and Crazy), care a fost lansat în 1990 de PGP-RTB. Când Aničić a decis să se dedice complet unei cariere de producător, Većkalov a început să cânte la chitară, iar noul basist a devenit fostul membru al trupei Arena, Zoran „Zobma” Marjanović. În timp ce primul lor album a fost în mare parte orientat spre hard rock, Zašto si tako blesava i luda a fost realizat în genul pop rock, iar melodiile „To je bio dan”, „Čeznem da te zeznem” și „Veruj u ljubav” au fost șlagărele albumului. Ca și în albumul precedent, muzica a fost compusă de Banjac care, împreună cu Predrag „Srba” Srbljanin, a scris toate versurile. După lansarea albumului, noii membri ai trupei au fost Miroslav "Kića" Maletič (chitară solo) și fostul membru Love Hunters, Milan "Mićko" Ljubenković (baterie). 
Cel de-al treilea album al trupei Amajlija, Vruće + hladno (Hot + Cold), a fost înregistrat la Londra în 1991 doar de Banjac și Aničić. Pentru acest album, Aničić a cântat la toate instrumentele. Andy Kershaw a apărut pe album ca invitat special, cântând la chitară acustică. Albumul a conținut mai mult sunet de chitară decât lansarea anterioară, iar singurul hit al albumului a fost balada acustică „Ume biti gadno”, pe care trupa nu vroia să o lanseze niciodată. Datorită spectacolelor în direct de după lansarea albumului, inclusiv festivalele Gitarijada din 1992 și din 1993 din Zaicear, albumul Vruće + hladno a devenit cel mai mare succes comercial al trupei. 
Al patrulea album de studio al trupei, Čista zabava (Pure Fun) a fost lansat prin succesoarea casei de discuri PGP-RTB, PGP-RTS. Albumul, înregistrat împreună cu Saša Lokner (de la Bajaga i Instruktori) la clape, a avut un sunet orientat spre muzica electronică, care a atras critici negative aduse albumului. Piesele „Dala si mi” și versiunea cover a piesei lui Đorđe Balašević „Prva ljubav” au fost hit-urile albumului și, datorită deselor difuzări la emisiuni radio, trupa a avut ocazia să concerteze la Festivalul de Muzică de la Budva (Pjesma Mediterana). După lansarea albumului, la 13 mai 1994, trupa a cântat în Parcul Dunării din centrul orașului Novi Sad, care a fost unul dintre cele mai de succes concerte pe care trupa le-a avut de-a lungul carierei. 
În 1995, cu ajutorul lui Nenad „Japanac” Stefanović, trupa a înregistrat albumul Nikad više kao pre (Never Again Like Before), lansat în 1996 și înregistrat la studioul Novi Sad Dum Dum, unde, pentru prima dată, toate piesele albumului au fost înregistrate chiar de trupă. În 1996, după lansarea albumului, trupa a avut mai mult de șaptezeci de apariții live, în principal la Zeppelin Club și la teatrul Ujvideki Sinhaz. Trupa a interpretat și în 1995 și 1996, la Novi Sad Koncert Godine. În 1998, Većalkov a părăsit trupa, fiind înlocuit de Miroslav Maletić, dar, la scurt timp, trupa a intrat într-o perioadă de inactivitate și a cântat doar ocazional. În 1999, trupa a cantat la festivalul Štrand cu fiul lui Banjac, Petar, la baterie pentru prima dată. 
Trupa și-a continuat activitatea la mijlocul anilor 2000. La 5 iulie 2008, trupa a interpretat în deschiderea concertului formației Status Quo la Festivalul Rock Bastion din Novi Sad. Au lansat cel de-al cincilea album de studio Prosula si sake na kimono (You Spilled Sake on Your Kimono) în 2009 cu casa de discuri Komuna din Belgrad.  Albumul conține nouă melodii, inclusiv versiunea reînregistrată a piesei „Dobar drug“ și o piesaă bonus „Kišne kapljice“, înregistrată cu orchestra de tamburica Zorule.
La 26 mai 2009, Amajlija a interpretat, alături de The Answer, în deschidere concertului AC/DC susținut pe Stadionul Partizan din Belgrad.

## Discografie

### Albume de studio
- Samo ti (1989)
- Zašto si tako blesava i luda (1990)
- Vruće + hladno (1992)
- Čista zabava (1993)
- Nikad više kao pre (1996)
- Prosula si sake na kimono (2009)